# Manji (film, 2006)
Pour les articles homonymes, voir Manji.
Pour plus de détails, voir Fiche technique et Distribution.
Manji est un film japonais de 2006 réalisé par Noboru Iguchi d'après le roman éponyme de Jun'ichirō Tanizaki paru en 1928.
Le thème du film est l'homosexualité féminine.

## Fiche technique
- Titre International : Manji (卍)
- Réalisation : Noboru Iguchi
- Scénario : Noboru Iguchi, Jun'ichirō Tanizaki (roman)
- Producteur : Jun'ichi Matsushita
- Société de production : Art Port
- Pays d'origine :  Japon
- Langue originale : japonais
- Genre : romance saphique
- Durée : 80 minutes (1 h 20)
- Dates de sortie :  Japon : 26 mars 2006

## Distribution
- Fujiko : Mitsuko
- Cosmosco : Sonoko
- Yoshiyoshi Arakawa : Eijiro
- Hironobu Nomura : Kenji
- Jitsuko Yoshimura

## Autres versions
Avant cette version de 2006, plusieurs cinéastes japonais ont déjà adapté Manji, l'œuvre de Jun'ichirō Tanizaki : Yasuzō Masumura en 1964, Hiroto Yokoyama en 1983 et Mitsunori Hattori en 1998.